# Консульство Японии в Новосибирске
Консульство Японии в Новосибирске действовало с 1926 года. Было создано вместе с японскими представительствами в Хабаровске и Владивостоке после заключения в 1925 году Пекинской договора между Россией и Японией. Ликвидировано во второй половине 1930-х годов после ухудшения советско-японских отношений.

## История
Японское консульство в Новониколаевске появилось в апреле 1926 года. Представительство разместилось в двухэтажном кирпичном доме Т. Е. Тетерина по Ядринцевской улице, 31 (сейчас — № 19).

В марте 1926 года первым консулом стал Симаду Сигэру (Шимада Шигер), опытный дипломат, участник советско-японских переговоров 1923 года и представитель Японии при передаче Советскому Союзу северной части Сахалина. В интервью газете «Советская Сибирь» он рассказал, что своей задачей считает «правильное освещение жизни Советского Союза», также он благожелательно отозвался о Новосибирске как о городе, который развивается «поистине в американском темпе». В записке советского посольства в Токио была дана следующая характеристика первого руководителя новосибирского консульства:
По всем сведениям видно, что Шимада строит свою карьеру на Союзе и, подобно его коллегам по положению, относится к нам весьма благоприятно
Связи советского руководства с японским консульством осуществлялись согласно инструкции НКВД «О порядке сношения органов советской власти с консульскими представителями иностранных государств в пределах РСФСР». В зону влияния консульского округа вошла вся территория, управлявшаяся Сибкрайисполкомом. По Инструкции список советских организаций и должностных лиц, имевших право на связи с консульством, состоял из уполномоченных и агентов НКИД; президиумов окружных, губернских, областных и краевых исполнительных комитетов; заведующих административных отделов исполкомов; окружных, губернских, областных и краевых прокуроров; уполномоченных по делам внешней торговли Народного комиссариата торговли.
В феврале 1927 года на должность новосибирского консула был назначен господин Огата. С 1929 году обязанности секретаря и управляющего консульства исполнял Накамура Кумасо (Кумасабуро).
В начале 1934 года консулом стал Я. Коянаги.

В июне 1937 года произошёл вооруженный конфликт между японскими и советскими пограничниками на амурских островах Большой и Сеннуха на озере Ханка у Турьего Рога, после чего Москва решила в одностороннем порядке ликвидировать консульства в тех городах, где не было японских подданных. 14 сентября этого года последовало заявление ТАСС:
Советское правительство (…) сообщило Японскому правительству, что оно видит себя вынужденным принять решение о непризнании с 15-го сентября с. г. за японскими консулами в Новосибирске в Одессе права выполнения ими консульских функций в указанных пунктах

## Разведывательная деятельность
По информации УКГБ по Новосибирской области Накамура «занимался разведывательной деятельностью, собирал сведения о промышленных предприятиях г. Новосибирска, ходе коллективизации в области, об экспорте и импорте, о Турксибе. В этих целях Накамура обрабатывал прессу, делал вырезки и выписки из газет, журналов и других изданий и все это переводил на японский язык. Кроме того, он пытался достать материалы, характеризующие состояние промышленности и сельского хозяйства, материалы о Турксибе, об экспорте и импорте, которые не издавались в печати».
Данные сведения чекисты по-видимому получили через своих агентов в консульстве, однако информация об агентурной деятельности самого Накамура в деле ничего не было сказано. Впрочем, отчёт Особого отдела ОГПУ СССР за июль 1932 года свидетельствует о попытке Накамуры проникнуть в закрытую зону для ознакомления с одним из военных объектов.
По данным американского профессора Х. Куромия с 1932 года в составе японского консульства в Новосибирске обязательно действовал сотрудник военной разведки. В июне 1932 — марте 1934 года её представителем был Фукабори Юки, в марте 1934 — марте 1935 года — Кавамэ Таро, марте 1935 — ноябре 1937 года — майор Такасина Акира, представлявшийся как Танака.
Основными шпионами считались секретари консульства, которых, как правило, было несколько. Согласно сведениям НКВД, в период с 16 сентября 1932 по 20 марта 1934 года должность секретаря консульства исполнял Ота Хисаси, в 1934 — ноябре 1935 года — Сакабэ, характеризовавшийся новосибирскими контрразведчиками как замкнутый человек, увлекавшийся охотой в тайге. В 1937 году первым секретарём был назначен А. Такасина.
В собранном новосибирскими чекистами досье были указаны и другие консульские секретари: Кобаяси Дзиро (1 декабря 1932 — 1935), Осуми (18 мая 1934 — ноябрь 1935), Сайто (1935—1937) и Такахаси Сэнсиро (без указания периода работы). Второй секретарь Сайто был помощником Такасины, работавший одновременно шифровальщиком и бухгалтером. Секретарь Сайто вместе с Одагири в 1936 году совершили поездки в Кузбасс и Томск под видом туристов. По рассказу Я. Коянаги во время этого путешествия за японскими дипломатами следили сотрудники НКВД, находившиеся постоянно рядом с ними и подслушивавшие их разговоры, и даже «когда секретарь Сайто пошел в уборную в вагоне, то охранитель следил за ним, и открыл насильно дверь, и наблюдал за ним, как за преступником». Некоторые дипломаты, кроме «чистых» разведчиков Кавамэ и Такасина, могли также скрываться под псевдонимами. Разведчики Фукабори и Кавамэ предположительно были военными атташе.
Японцы не могли рассчитывать на развёртывание мощной агентурной сети в военно-промышленном секторе Западной Сибири, так как находились под пристальным наружным наблюдением, однако им удалось выяснить, что Советский Союз не собирается вступать в военный конфликт с Японией из-за Китая, а лишь готовится к массовым поставкам оружия Гоминьдану.

Консул Х. Ота в ходе следствия рассказал чекистам, что с начала военных действий на территории Китая от японского МИДа было дано указание провести сбор информации об отношении советской власти и населения к вторжению Японии в Китай, о возможности вступления СССР в эту войну и о том, перебрасываются ли военные части в восточном направлении. По его утверждению с апреля 1937 года он лично руководил разведывательной работой в этом направлении. Также он рассказал о наблюдении за различными местами в городе и за его пределами, об анализе свойств передвигавшегося железнодорожного транспорта:
Почти каждый день мы переправлялись через мост над Обью и под предлогом отдыха проводили на речном берегу большую часть дня, отслеживая прохождение товарных составов и исследуя особенности перевозимых грузов. Таким образом, мы убедились, что войска на восток не перебрасываются, и в своем донесении в МИД я изложил свои выводы о том, что СССР не намерен вмешиваться в войну

Кроме того, Ота рассказал о том, что первый секретарь собирал сведения о расположенном близ Новосибирска авиационном заводе:
Такасина собирал подробную информацию о находившемся в окрестностях Новосибирска авиационном заводе. Я не знаю, через кого он получал сведения, но информация была настолько интересной, что офицер генерального штаба, специалист по авиации — насколько помню, Судзуки — несколько раз приезжал в Новосибирск под предлогом доставки дипломатической почты

## Обвинения в связях с японской разведкой
В 1937—1938 годах по обвинению в связях с японскими разведчиками арестовали тысячи жителей Западной Сибири, бо̀льшую часть которых расстреляли. Среди них были корейцы, китайцы, «харбинцы» и русские эмигранты, высланные из МНР. В числе приговорённых 31 декабря 1937 года к расстрелу оказались 63 жителя Новосибирска (Е. И. Мирончик, Л. А. Жникруп, С. И. Былов, М. И. Бутин, Н. А. Когай и др.), в вину которых вменялись преступные отношения с японцами. По данным ФСБ, один из осуждённых, имя которого не указывается, не подлежит реабилитации.
Уборщицу консульства Е. И. Червову и работницу управления водного транспорта А. А. Рассонс в 1957 году реабилитировали военным трибуналом СибВО с формулировкой «за недоказанностью вины». Червова обвинялась в том, что она якобы делилась с консулом обо всём, «что ей становилось известно, и высказывала антисоветские измышления», Рассонс же встречалась с консульским служащим Д. Кобаяси «и уклонялась от предложения органов НКВД о сотрудничестве с ними».